# Loxophlebia metamela
Loxophlebia metamela är en fjärilsart som beskrevs av Paul Dognin 1911. Loxophlebia metamela ingår i släktet Loxophlebia och familjen björnspinnare. Inga underarter finns listade i Catalogue of Life.